# Музей горюнской культуры
Музей горюнской культуры (укр. Музей горюнської культури) — этнографический музей, находится в селе Нова Слобода (Сумская область, Украина), посвящён быту горюнов — небольшого субэтноса, который поселился на Путивльщине в XVI веке. Благодаря компактному проживанию им удалось сохранить свой язык, культуру и быт.
Музей был создан в 2017 году как филиал Путивльского государственного историко-культурного заповедника. Штат работников музея составили жители Новой Слободы — представители и потомки субэтноса горюнов.
Музей представляет собой усадьбу горюнов конца XIX — начала XX века. В горюнской избе, состоящей из сеней, горницы, теплушки, представлены разнообразные предметы быта, мебель, одежда, уникальные образцы горюнской вышивки, ткацкий станок.
На территории музея можно увидеть традиционные хозяйственные постройки: сарай, клуню, ветряк, а также необычный колодец-журавль и редкий вид погреба для хранения продуктов («шейная яма»).

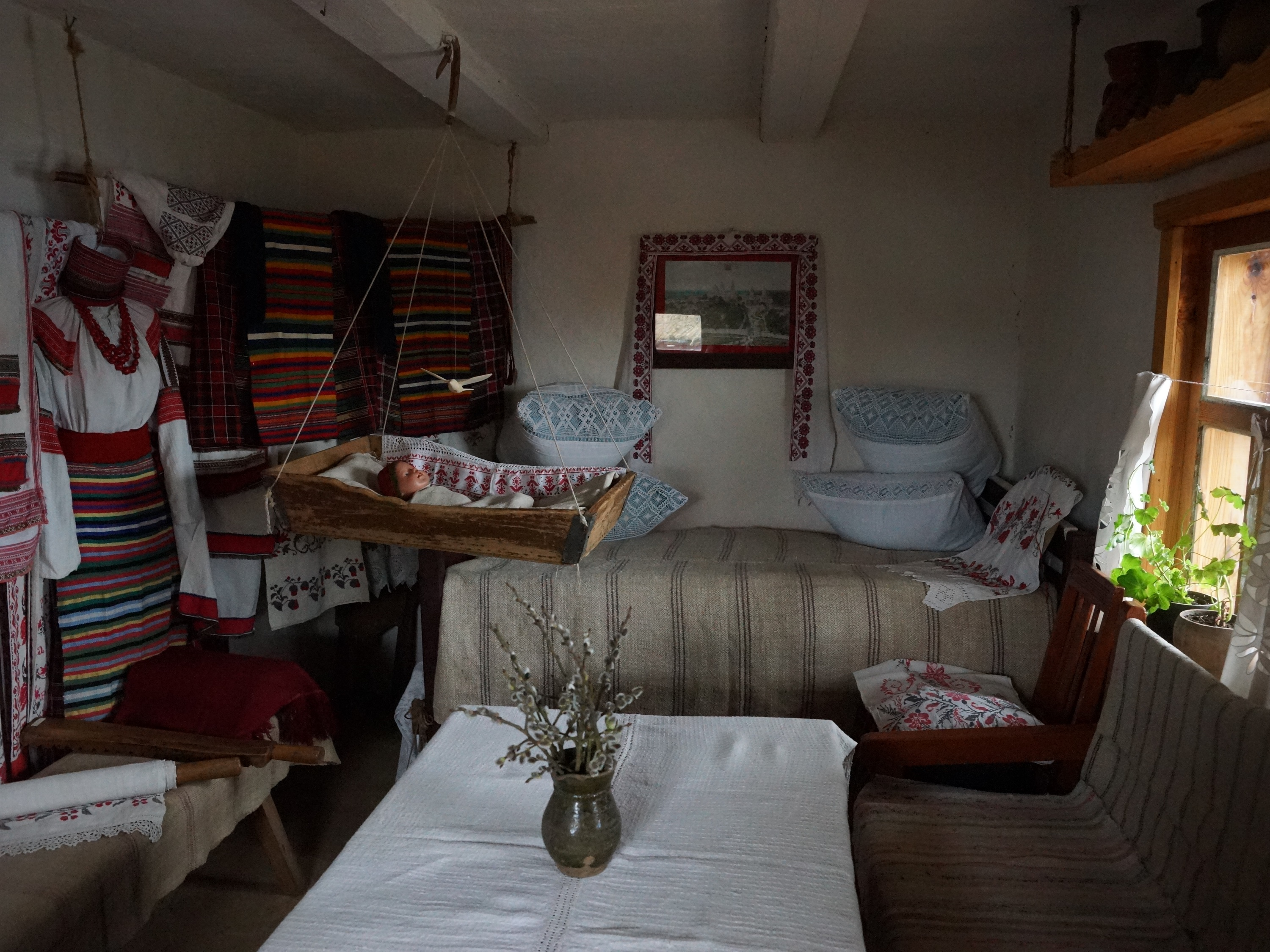

В музее проводят экскурсии, звучат песни на горюнском языке.
В 2023 году практика по охране горюнской культуры Музеем горюнской культуры включена в перечень Нематериального культурного наследия Украины.